# Banco Pastor
El Banco Pastor, S. A. U. fue un banco español con sede social en La Coruña. Fue fundado en 1776 y absorbido por Banco Popular en 2012. Sin embargo, ese mismo año fue fundado nuevamente por dicha entidad y, desde entonces, el Banco Pastor fue una filial del Banco Popular.
El 7 de junio de 2017, se produjo la compra de Banco Popular por Banco Santander. El 28 de septiembre de 2018, se completó la absorción de Banco Pastor por Banco Popular y la de este por Banco Santander; y Banco Pastor desapareció como entidad jurídica. Los días 16 y 17 de marzo de 2019, se culminó la integración tecnológica en Banco Santander y la consecuente desaparición de la marca Banco Pastor.

## Historia
Empezó su actividad financiera en 1776 con el nombre de “Jaime Dalmau y Cía”. Su fundador fue Jaime Dalmau Batista, que hasta entonces gestionaba el tráfico de mercancías y pasajeros entre el puerto de La Coruña y varios puertos americanos a través de su naviera. Los emigrantes tenían por costumbre enviar sus ahorros a través de la compañía naviera y así nació la idea de crear el banco que empezó a gestionar todo ese capital.
En 1819, entró José Pastor Taxonera como nuevo socio de la compañía. Pronto se convirtió en un socio importante de la compañía y llevó todo el peso de los negocios. En 1826 la compañía pasó a llamarse Dalmau y Pastor.

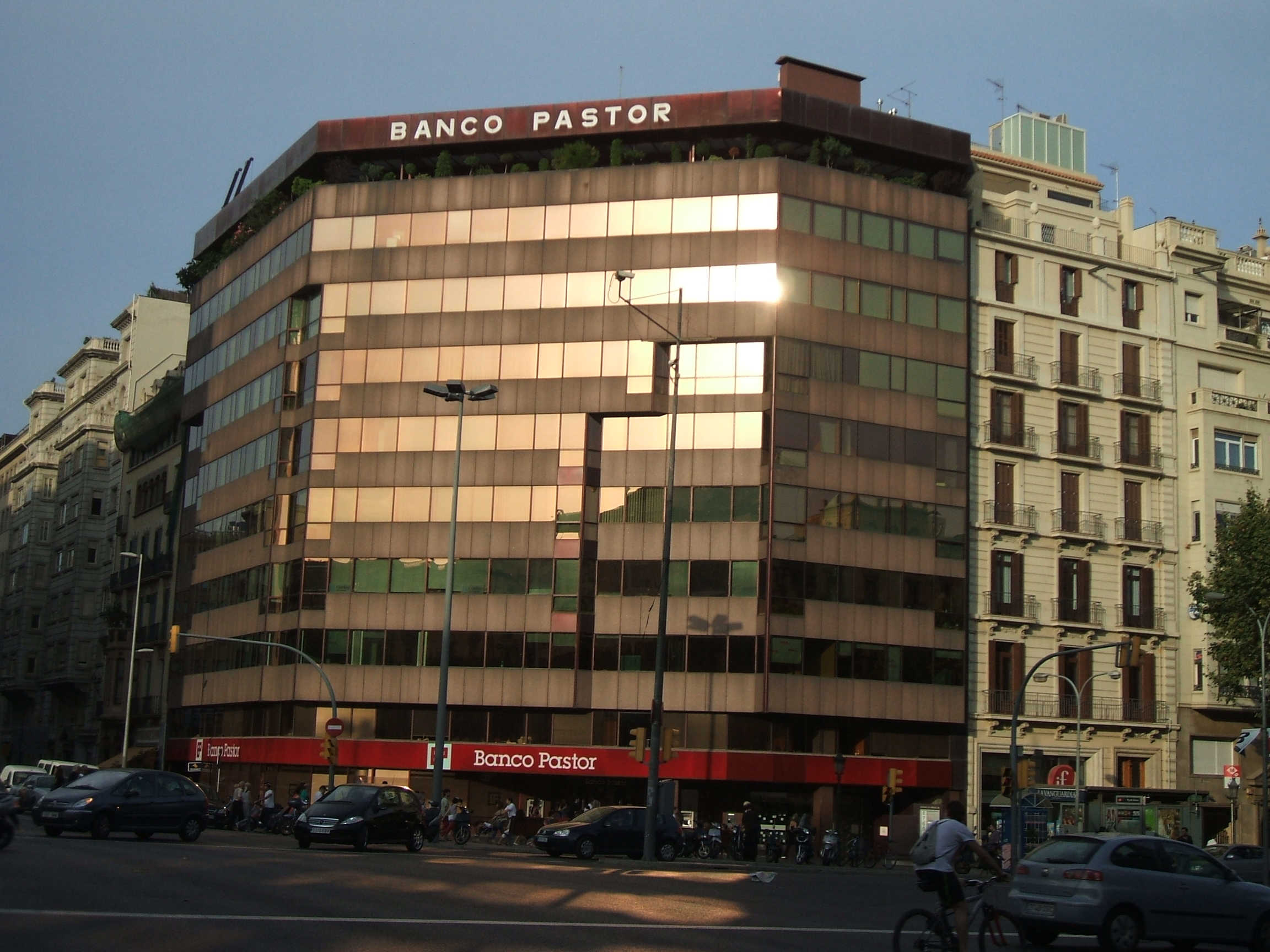
Edificio del Banco Pastor en Barcelona.

En 1845, José Pastor Taxonera compró la compañía y le cambió el nombre por el de José Pastor. Tras el fallecimiento de José Pastor Taxonera en 1853 la compañía pasa a llamarse Pastor Hermanos, tras hacerse cargo de ella su hijo Juan Ventura Pastor Galcerán y los hermanastros de éste, José Pastor y Horta y Francisco Pastor y Horta, en 1860.
En 1868, la compañía pasa a llamarse José Pastor y Cía. al quedar como único socio vivo José Pastor y Horta. Con él trabaja su sobrino, Pedro Barrié y Pastor, que se incorpora como socio.
En 1877, fallece José Pastor y Horta quedando la compañía en manos de su heredero universal: Pedro Barrié y Pastor que mantiene el nombre de la compañía. En 1888, entra a colaborar en la compañía Ricardo Rodríguez Pastor y ésta pasa a llamarse Sobrinos de José Pastor. En 1915, Pedro Barrié de la Maza, se incorpora como socio al regresar de su formación financiera en Alemania, Gran Bretaña y Francia.

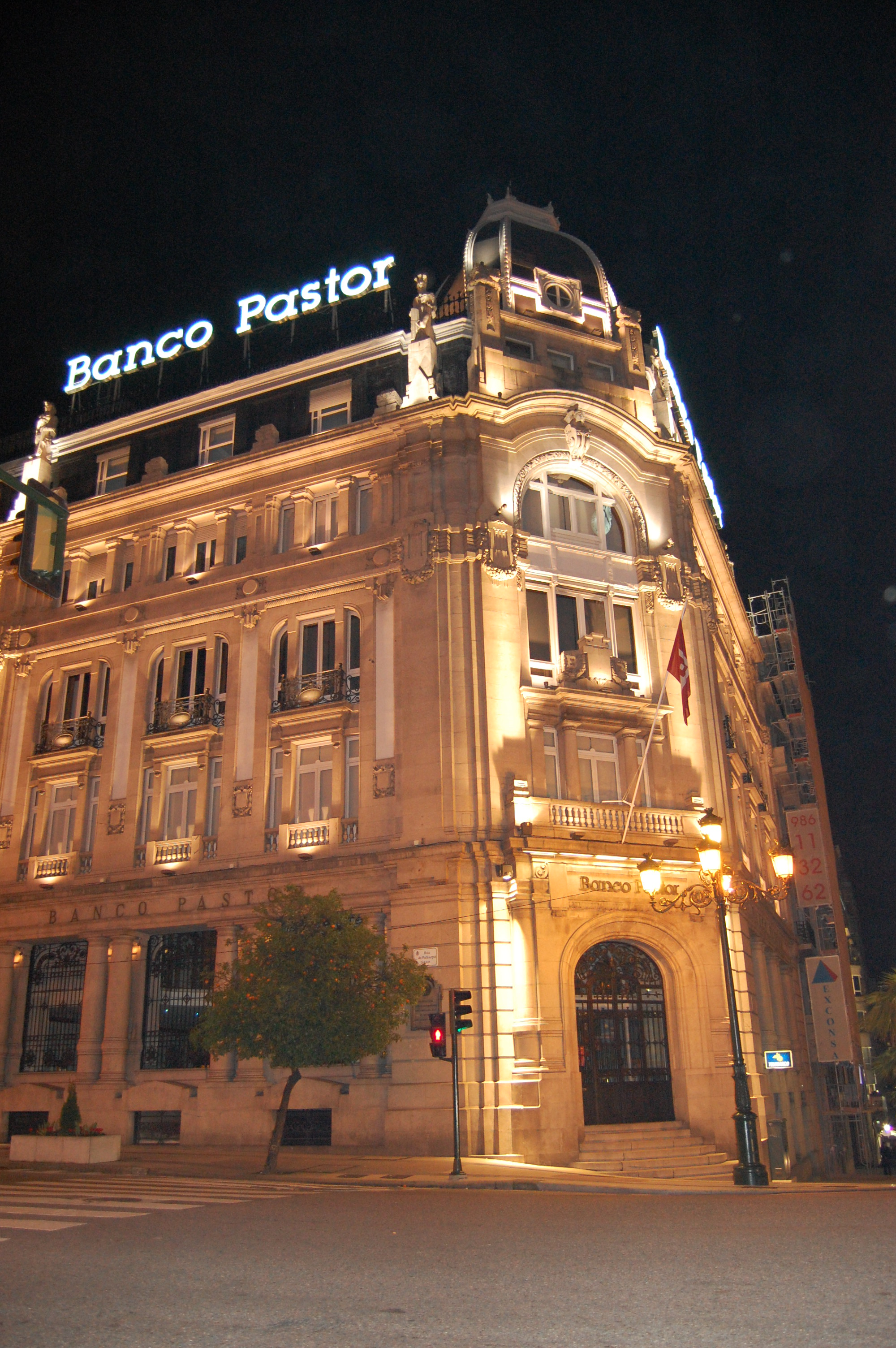
Edificio Banco de Vigo, principal sucursal del banco en Vigo.

En 1925, la compañía se transforma en Sociedad Anónima y el nombre se cambia por el de Banco Pastor.
En 1939, Pedro Barrié de la Maza se hace con el control del banco. Bajo su dirección, el Banco Pastor realiza numerosas inversiones y se convierte en el gran impulsor del tejido empresarial de Galicia. Esas inversiones toman carácter nacional y el Banco llega a contar con participaciones en empresas como ASTANO, Renfe y Fenosa (fundada en 1943 por el propio Pedro Barrié de la Maza).
En 1966, Pedro Barrié de la Maza crea la fundación que lleva su nombre. Esta fundación tiene como objetivo seguir impulsando el desarrollo cultural y económico de Galicia, que actualmente es la dueña del 40% del capital del Banco Pastor.
En 1968, se instalan en las oficinas del banco los primeros ordenadores de la marca Bull (dos GE415). Y en 1969 la fundación financia un ordenador IBM 1130 para la universidad de Santiago.
Tras fallecer Pedro Barrié de la Maza en 1971, su viuda Carmela Arias y Díaz de Rábago, condesa de Fenosa, es nombrada presidenta del Banco, siendo ella, la primera mujer que preside un Banco en España. Abandonará el puesto de presidenta en 2001 por razones de edad.
La presidencia de Banco Pastor la asume su sobrino, José María Arias Mosquera, que también es presidente de la Fundación Barrié desde el fallecimiento de Carmela Arias en 2009. La Fundación Barrié es el principal accionista del Banco Pastor. José María Arias inicia en 2001 una fuerte reestructuración de todo el banco que se inicia con el lanzamiento de un primer plan estratégico de 2002 a 2005 que se cumple con varios meses de antelación. A finales de 2005 se presenta el nuevo plan estratégico, Plan Delta, que durará hasta diciembre de 2008. El objetivo final de estos dos planes estratégicos es triplicar el tamaño del banco.
En 2011, la crisis financiera afecta plenamente al banco, que es uno de los pocos que suspende los test de estrés europeos.
El 7 de octubre de 2011, se anuncia una opa amistosa por parte del Banco Popular sobre el Banco Pastor. La marca Banco Pastor sería mantenida en Galicia.
El 15 de febrero de 2012, después de la culminación del proceso de aceptación de la opa, Banco Popular se hizo con el 96,44% del capital de Banco Pastor. El resto de accionistas tendría que venderle sus acciones antes del 7 de marzo.
El 30 de marzo de 2012, los consejos de administración de Banco Popular y Banco Pastor acuerdan la fusión de ambas entidades.
El 28 de junio de 2012, se produjo la inscripción en el Registro Mercantil de Madrid de la escritura pública de la fusión por absorción de Banco Pastor por Banco Popular. A partir de entonces, el Banco Pastor pasó a convertirse en la marca comercial de Banco Popular en Galicia.
Sin embargo, el 20 de noviembre de 2012, el Banco de España aprobó la inscripción de la ficha bancaria de la nueva entidad Banco Popular Pastor. Esto supuso cumplir con el compromiso del Banco Popular, cuando absorbió a la entidad gallega, de recuperar, como entidad independiente, al Pastor. La ficha bancaria supuso la creación de un consejo de administración propio. La sede se estableció en el Cantón de La Coruña, es decir, en el edificio histórico del Pastor. Banco Popular no pudo mantener la ficha anterior porque procedió a una fusión por absorción de la financiera gallega. Por eso, tuvo que solicitar una nueva con un nuevo nombre (Banco Popular Pastor), aunque en la práctica todas las oficinas seguirían con la marca Pastor. Esa era la enseña que tendría el grupo financiero en toda la comunidad, salvo en una veintena de oficinas en zonas empresariales, que tendrían como marca Banco Popular.
El 25 de abril de 2013, el consejo de Banco Popular ratificó la segregación de la mayor parte de los activos «gallegos» de los bancos Popular y Pastor. Así, el nuevo Banco Pastor (Banco Popular Pastor, S.A.U.) nacería con un volumen de activos de 10.500 millones de euros y bajo la presidencia de José María Arias.
El 8 de octubre de 2013, Banco Popular Pastor, S.A.U. pasó a denominarse Banco Pastor, S.A.U.
En octubre de 2013, se realizó la integración tecnológica del "antiguo" Banco Pastor en Banco Popular, con renumeración de las cuentas, entre otros cambios.
En diciembre de 2013, Banco Popular transmitió al "nuevo" Banco Pastor "todos aquellos elementos patrimoniales" correspondientes a 236 oficinas de Galicia, con lo que la entidad quedó constituida con 10.500 millones de euros en activos. La mayoría de las 116 oficinas que Banco Popular tenía en Galicia se convirtieron en Pastor, aunque algunas permanecieron bajo la marca Popular.
El 7 de junio de 2017, tras la resolución de Banco Popular, matriz de Banco Pastor, por parte del mecanismo único europeo de resolución de entidades bancarias por considerarlo inviable, el Banco Santander compró dicha entidad en subasta por el precio de un euro, integrándose en el Grupo Santander.
En noviembre de 2017, se decidió elegir como presidenta de la entidad a Isabel Tocino, exministra con José María Aznar y exconsejera de Banco Santander
El 24 de abril de 2018, se anunció que los consejos de administración de Banco Popular y Banco Santander habían acordado aprobar y suscribir el proyecto común de fusión por absorción de Banco Popular (sociedad absorbida) por parte de Banco Santander (sociedad absorbente). Por otro lado, los consejos de administración de Banco Popular, Banco Pastor y Popular Banca Privada acordaron aprobar y suscribir el proyecto común de fusión por absorción de Banco Pastor y Popular Banca Privada (sociedades absorbidas) por parte de Banco Popular (sociedad absorbente). En el momento en que se ejecutara la citada fusión, y tras haber obtenido la preceptiva autorización del Ministerio de Economía, Banco Santander adquiriría, “por sucesión universal”, la totalidad de los derechos y obligaciones de Banco Popular, incluyendo los adquiridos de Banco Pastor y de Popular Banca Privada.
El 28 de septiembre de 2018, se completaron dichas absorciones y Banco Pastor desapareció como entidad jurídica. Los días 16 y 17 de marzo de 2019, se culminó la integración tecnológica en Banco Santander y la consecuente desaparición de la marca Banco Pastor.

## Red de oficinas
A 31 de diciembre de 2016, Banco Pastor poseía una red de 197 oficinas, todas ellas en Galicia.